# Dactylocythere pygidion
Dactylocythere pygidion är en kräftdjursart som beskrevs av Hobbs och Peters 1991. Dactylocythere pygidion ingår i släktet Dactylocythere och familjen Entocytheridae. Inga underarter finns listade i Catalogue of Life.